# Pierre (Jižní Dakota)
Pierre je hlavní město Jižní Dakoty, státu USA. Jeho rozloha je 33,7 km².

## Historie
Město bylo založeno na řece Missouri v roce 1880, roku 1889 se stalo hlavním městem státu.

## Demografie
Podle sčítání lidu z roku 2010 zde žilo 13 646 obyvatel.

### Rasové složení
- 85,1% Bílí Američané
- 0,5% Afroameričané
- 10,9% Američtí indiáni
- 0,6% Asijští Američané
- 0,0% Pacifičtí ostrované
- 0,5% Jiná rasa
- 2,4% Dvě nebo více ras

Obyvatelé hispánského nebo latinskoamerického původu, bez ohledu na rasu, tvořili 1,9% populace.

### Struktura obyvatelstva podle věku
- 0-18 … 27,2 %
- 18-24 … 6,5 %
- 25-44 … 28,6 %
- 45-64 … 23,6 %
- 65+ … 14,1 %

## Ekonomika
HDP na 1 obyvatele je $20 462. Průměrný příjem každé domácnosti je zde $42 962, a průměrný příjem rodiny je $52 144. Muži vydělávají v průměru $32 969 oproti průměrným $22 865 které vydělají ženy. 7,8 % lidí v Pierre žije pod hranicí chudoby, z toho 7,9 % obyvatel mladších 18 let a 9,2 % obyvatel starších 65 let.

## Galerie

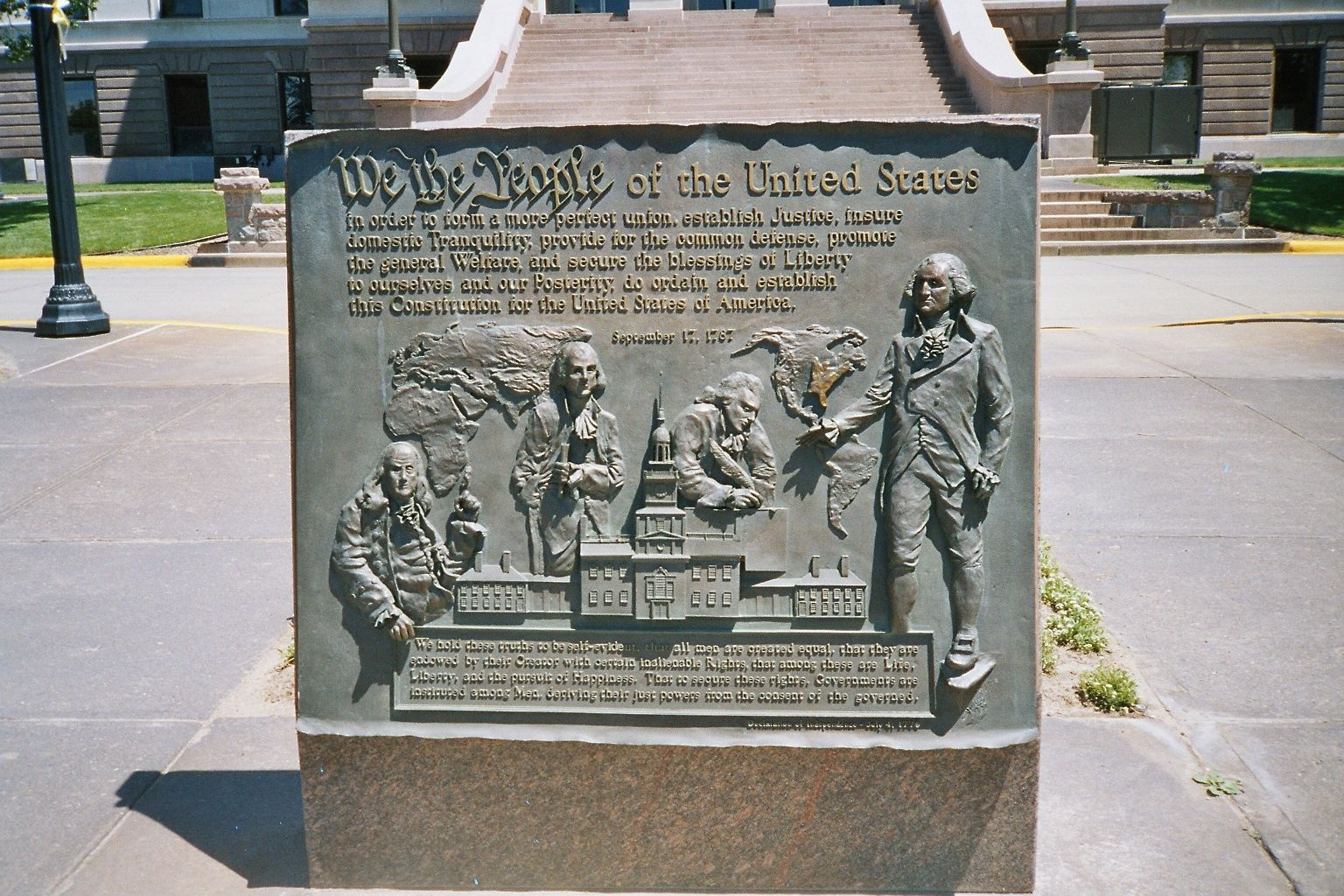
Pierre - pomník před parlamentem státu Jižní Dakota
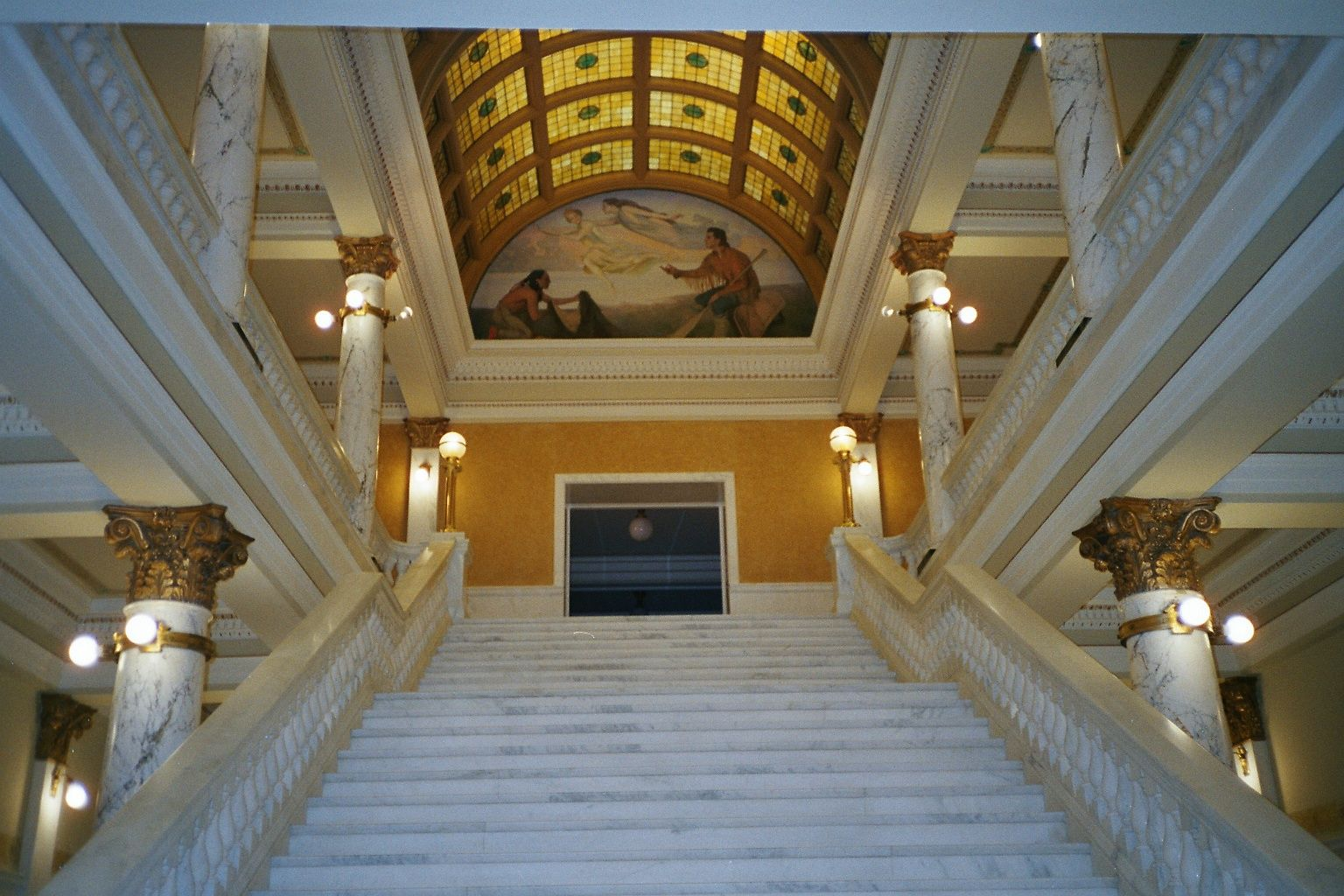
Pierre - interiér parlamentu
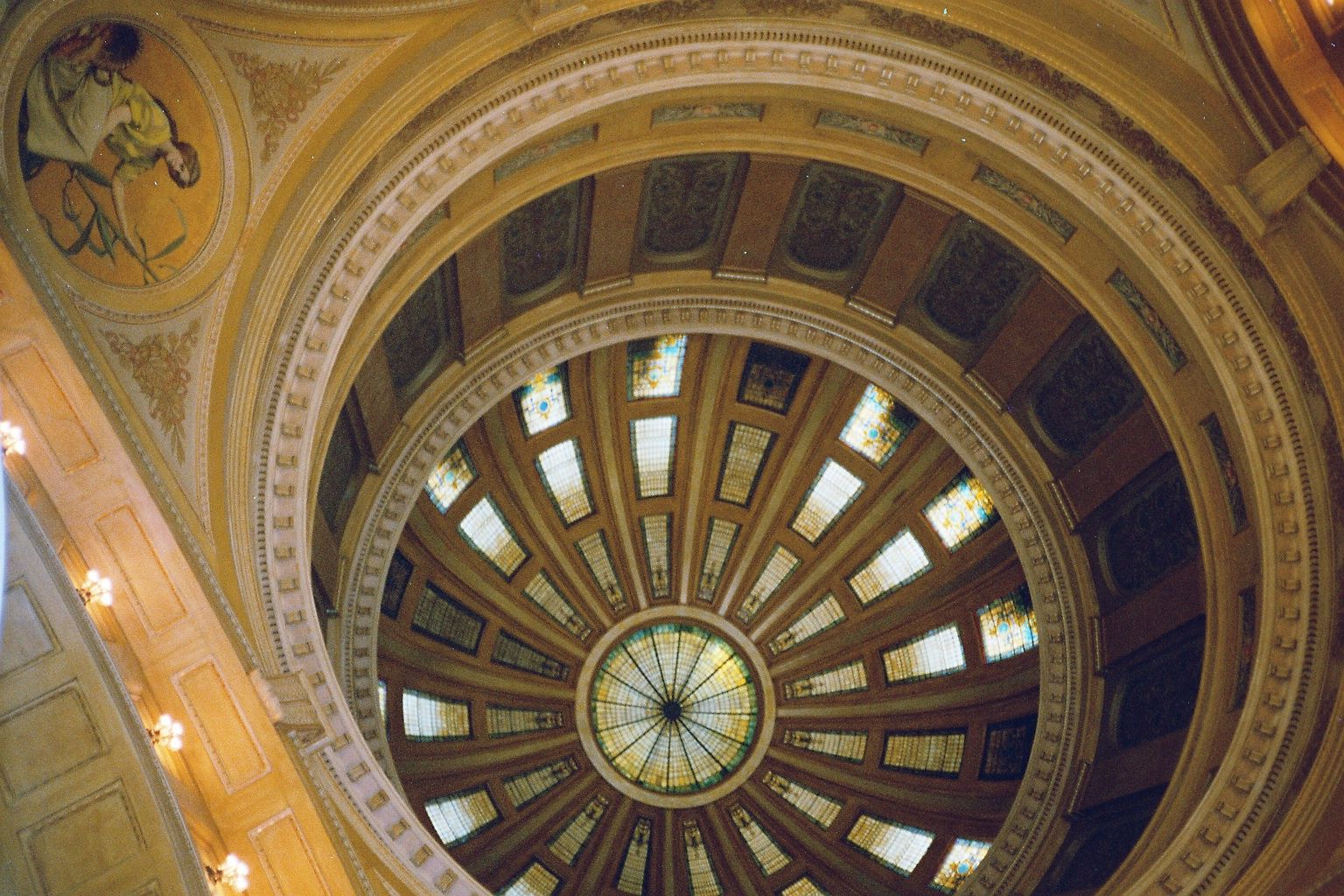
Pierre - interiér parlamentu